# Saison 2014 de l'équipe cycliste Wallonie-Bruxelles
La saison 2014 de l'équipe cycliste Wallonie-Bruxelles est la quatrième de cette équipe.

## Préparation de la saison 2014

### Arrivées et départs
| Arrivées           | Équipe 2013         |
| ------------------ | ------------------- |
| Frédéric Amorison  | Crelan-Euphony      |
| Sébastien Delfosse | Crelan-Euphony      |
| Florent Mottet     | Color Code-Biowanze |
| Loïc Pestiaux      | Color Code-Biowanze |
| Christophe Prémont | Crelan-Euphony      |
| Robin Stenuit      | Ottignies-Perwez    |

| Départs           | Équipe 2014  |
| ----------------- | ------------ |
| Jonathan Dewitte  | retraite     |
| Christian Patron  |              |
| Fabio Polazzi     | Josan-To Win |
| Justin Van Hoecke | retraite     |

## Coureurs et encadrement technique

### Effectif

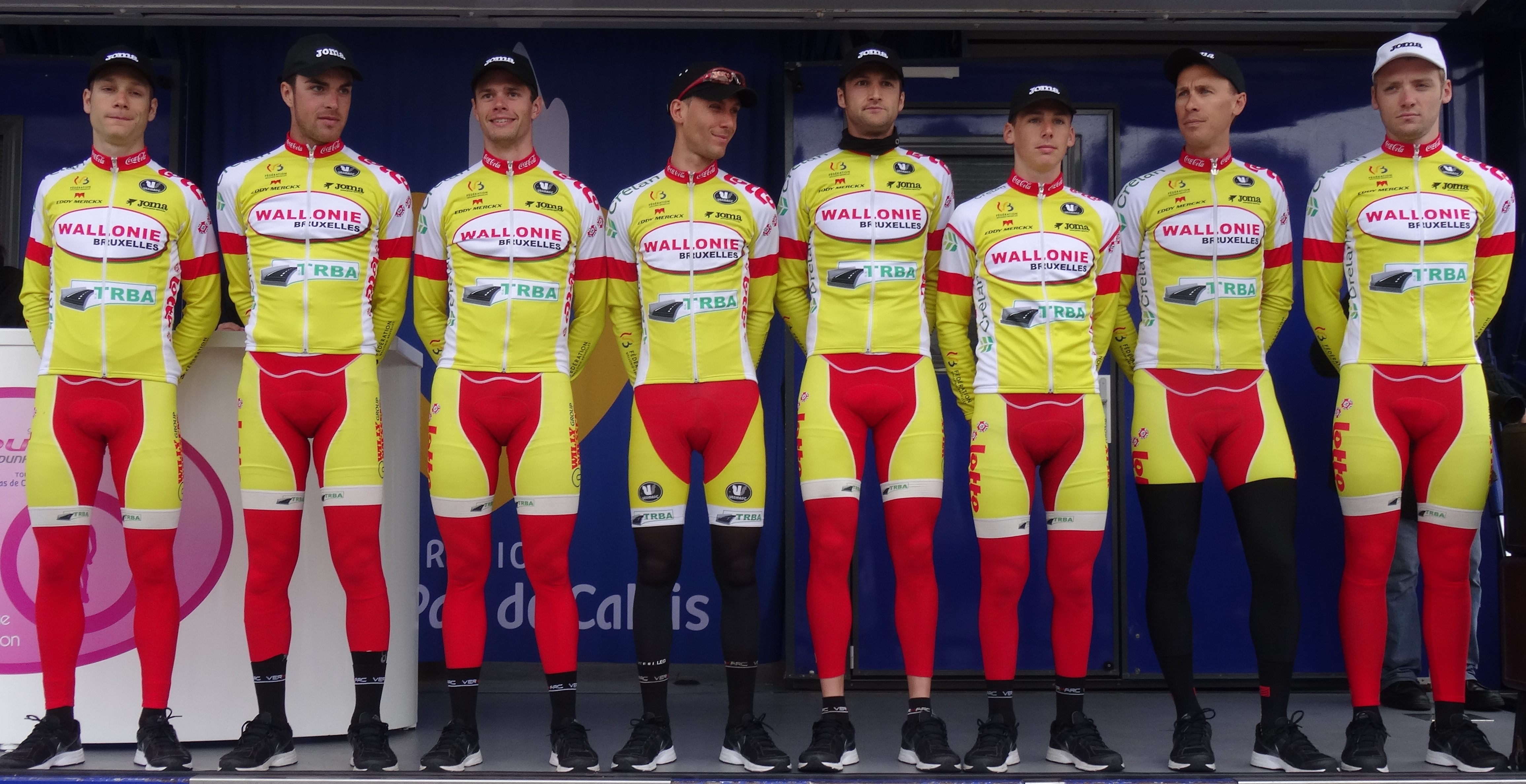
Antoine Demoitié, Boris Dron, Loïc Pestiaux, Quentin Bertholet, Sébastien Delfosse, Jonathan Dufrasne, Frédéric Amorison et Robin Stenuit lors des Quatre Jours de Dunkerque 2014.

| Cycliste           | Date de naissance | Nationalité | Équipe 2013         |
| ------------------ | ----------------- | ----------- | ------------------- |
| Frédéric Amorison  | 16 février 1978   | Belgique    | Crelan-Euphony      |
| Maxime Anciaux     | 28 décembre 1990  | Belgique    | Wallonie-Bruxelles  |
| Quentin Bertholet  | 18 février 1987   | Belgique    | Wallonie-Bruxelles  |
| Olivier Chevalier  | 27 février 1990   | Belgique    | Wallonie-Bruxelles  |
| Sébastien Delfosse | 29 novembre 1982  | Belgique    | Crelan-Euphony      |
| Antoine Demoitié   | 16 octobre 1990   | Belgique    | Wallonie-Bruxelles  |
| Tom Dernies        | 22 novembre 1990  | Belgique    | Wallonie-Bruxelles  |
| Boris Dron         | 17 mars 1988      | Belgique    | Wallonie-Bruxelles  |
| Jonathan Dufrasne  | 2 août 1987       | Belgique    | Wallonie-Bruxelles  |
| Laurent Évrard     | 22 septembre 1990 | Belgique    | Wallonie-Bruxelles  |
| Florent Mottet     | 16 octobre 1991   | Belgique    | Color Code-Biowanze |
| Loïc Pestiaux      | 13 novembre 1991  | Belgique    | Color Code-Biowanze |
| Christophe Prémont | 22 novembre 1989  | Belgique    | Crelan-Euphony      |
| Julien Stassen     | 20 octobre 1988   | Belgique    | Wallonie-Bruxelles  |
| Robin Stenuit      | 16 juin 1990      | Belgique    | Ottignies-Perwez    |

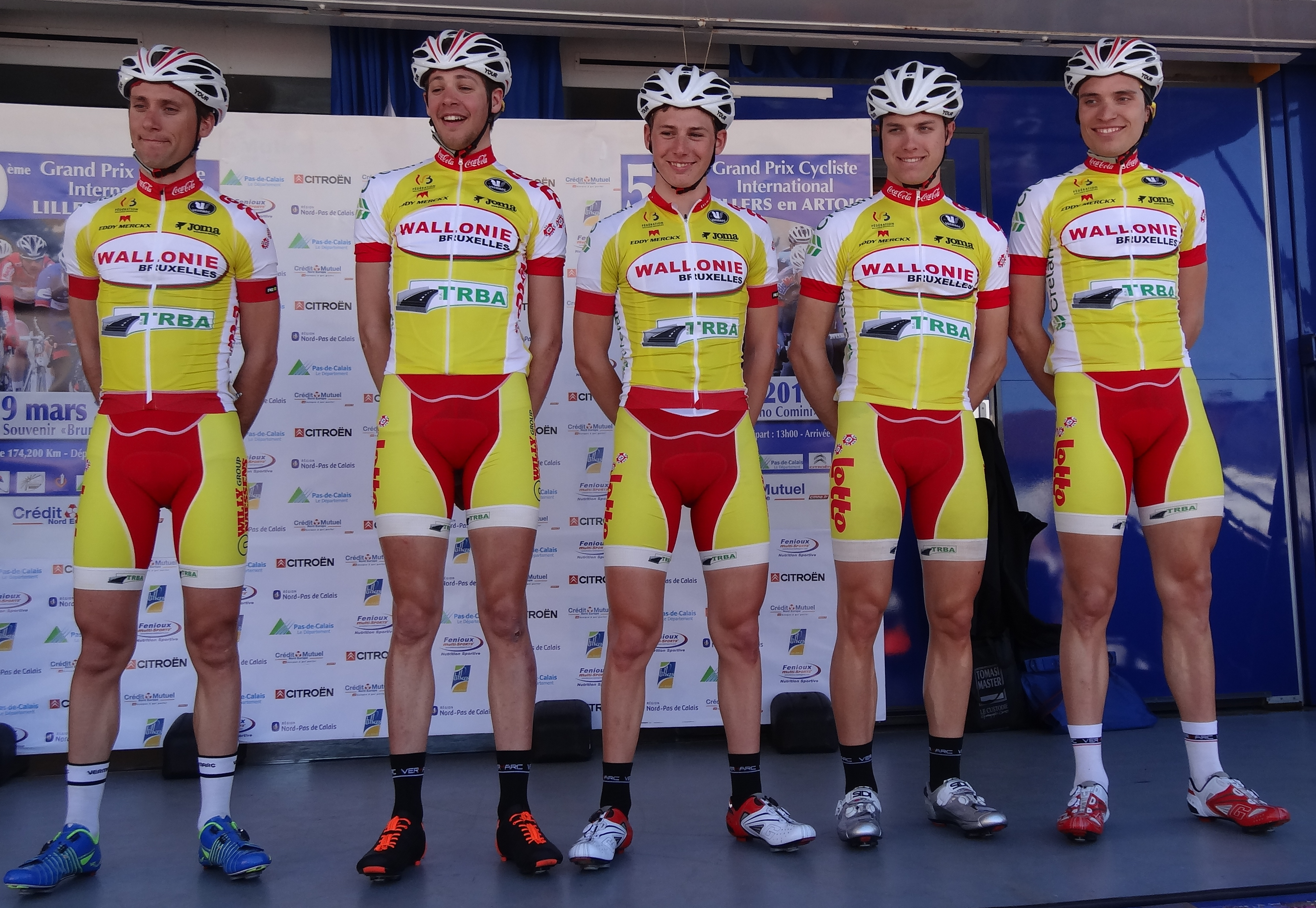
L'équipe lors du Grand Prix de Lillers-Souvenir Bruno Comini 2014.
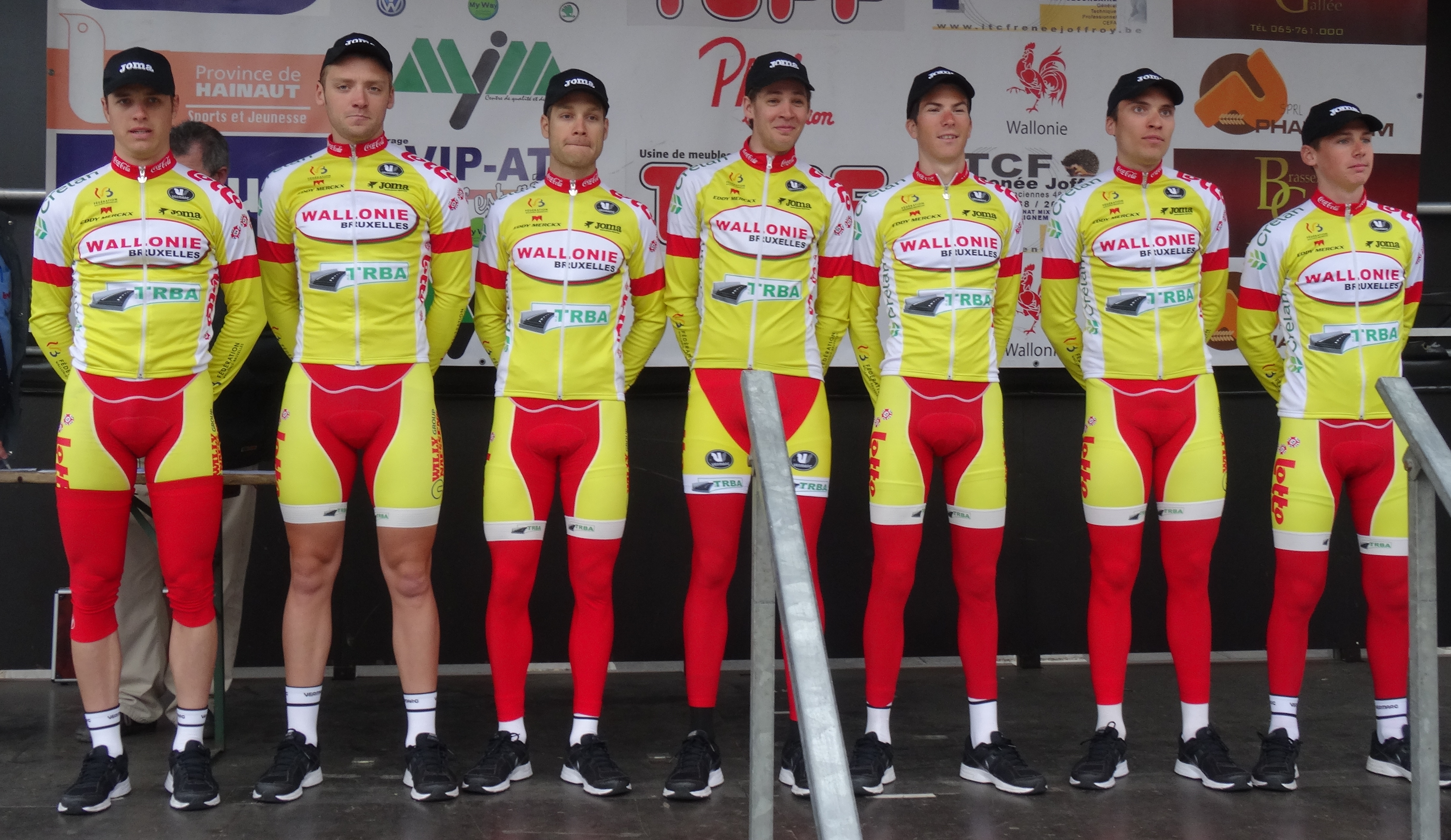
L'équipe lors du Triptyque des Monts et Châteaux 2014.
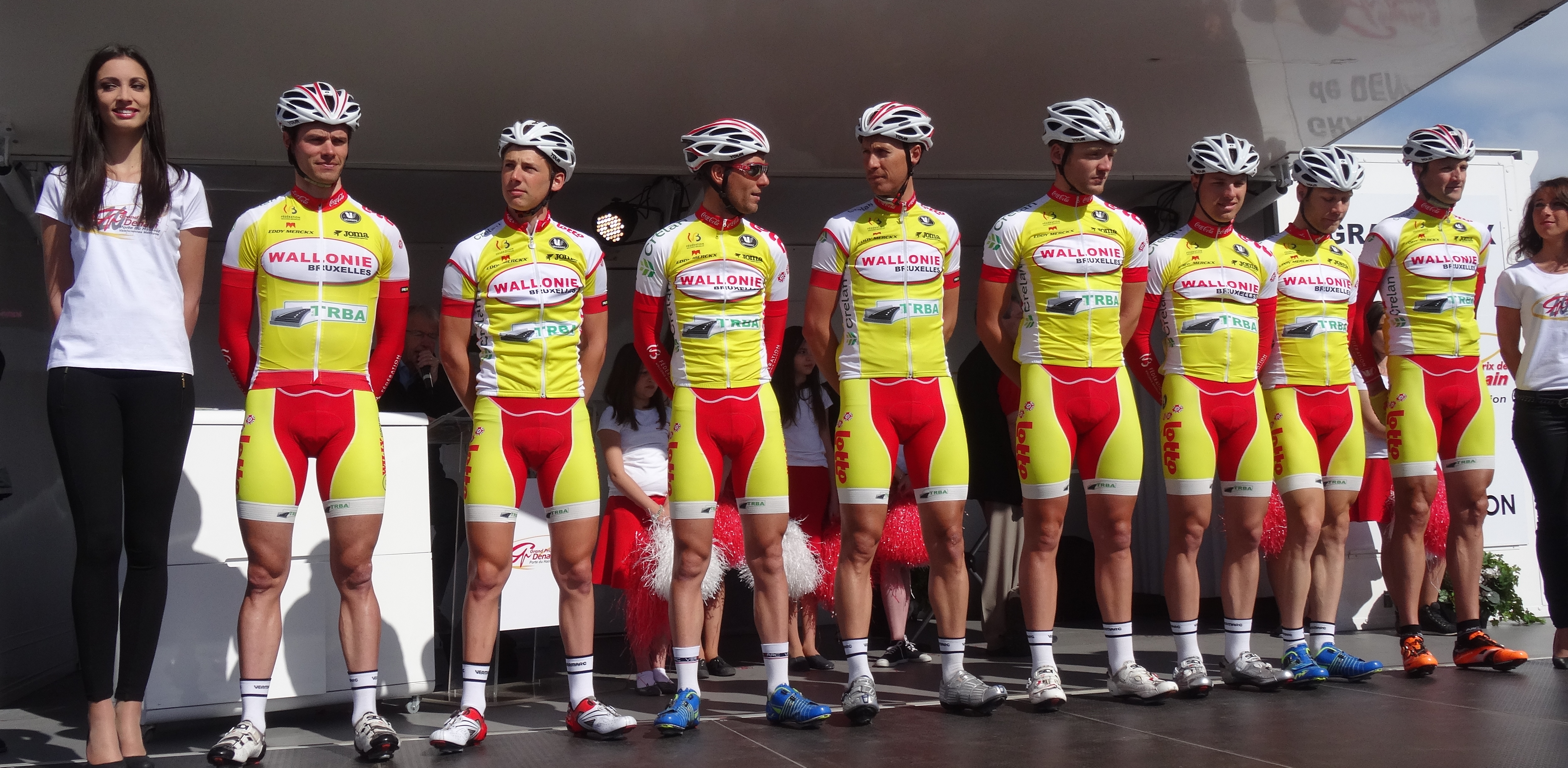
Jonathan Dufrasne, Loïc Pestiaux, Quentin Bertholet, Frédéric Amorison, Robin Stenuit, Florent Mottet, Antoine Demoitié et Sébastien Delfosse lors du Grand Prix de Denain 2014.

Portraits
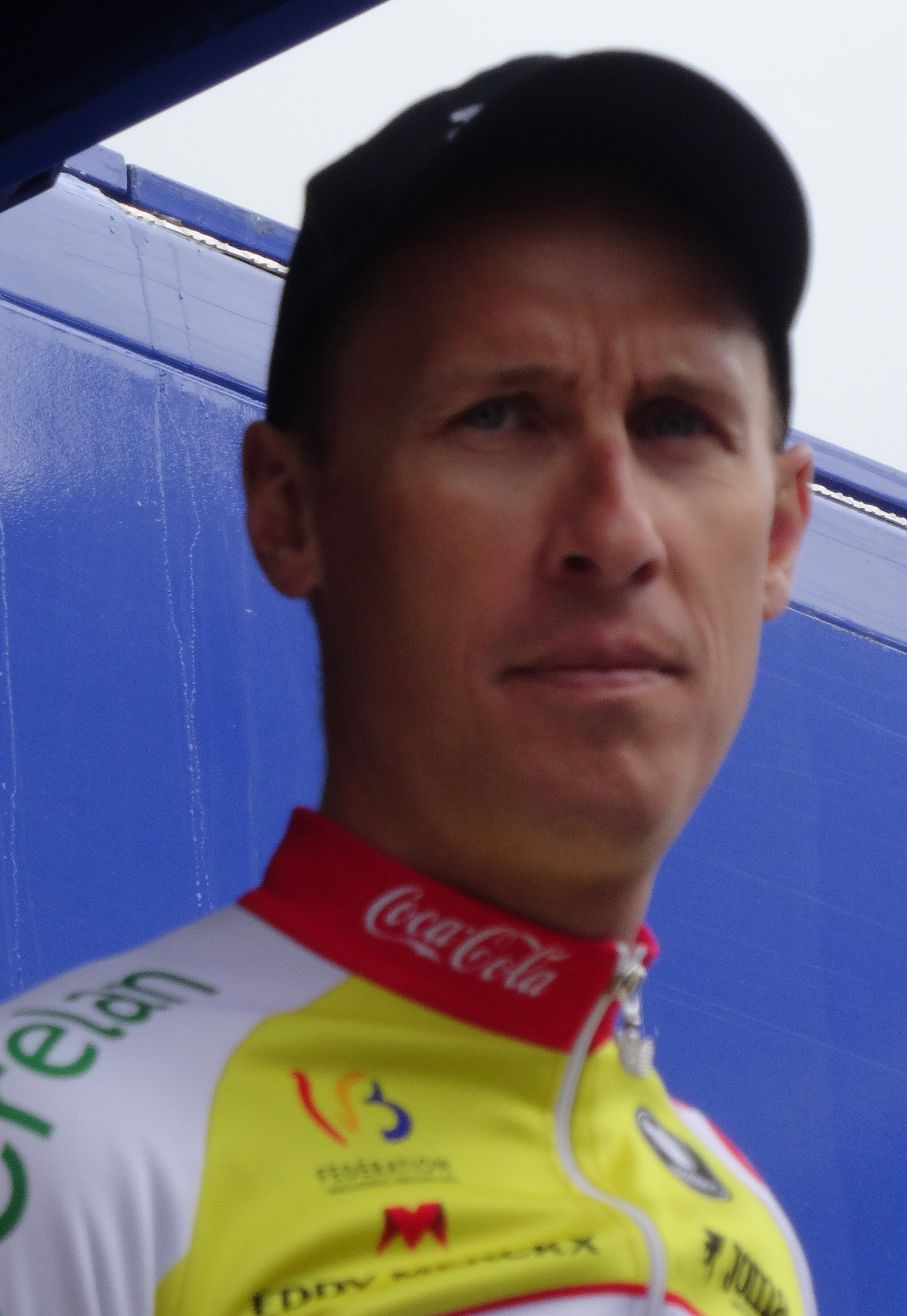
Frédéric Amorison.
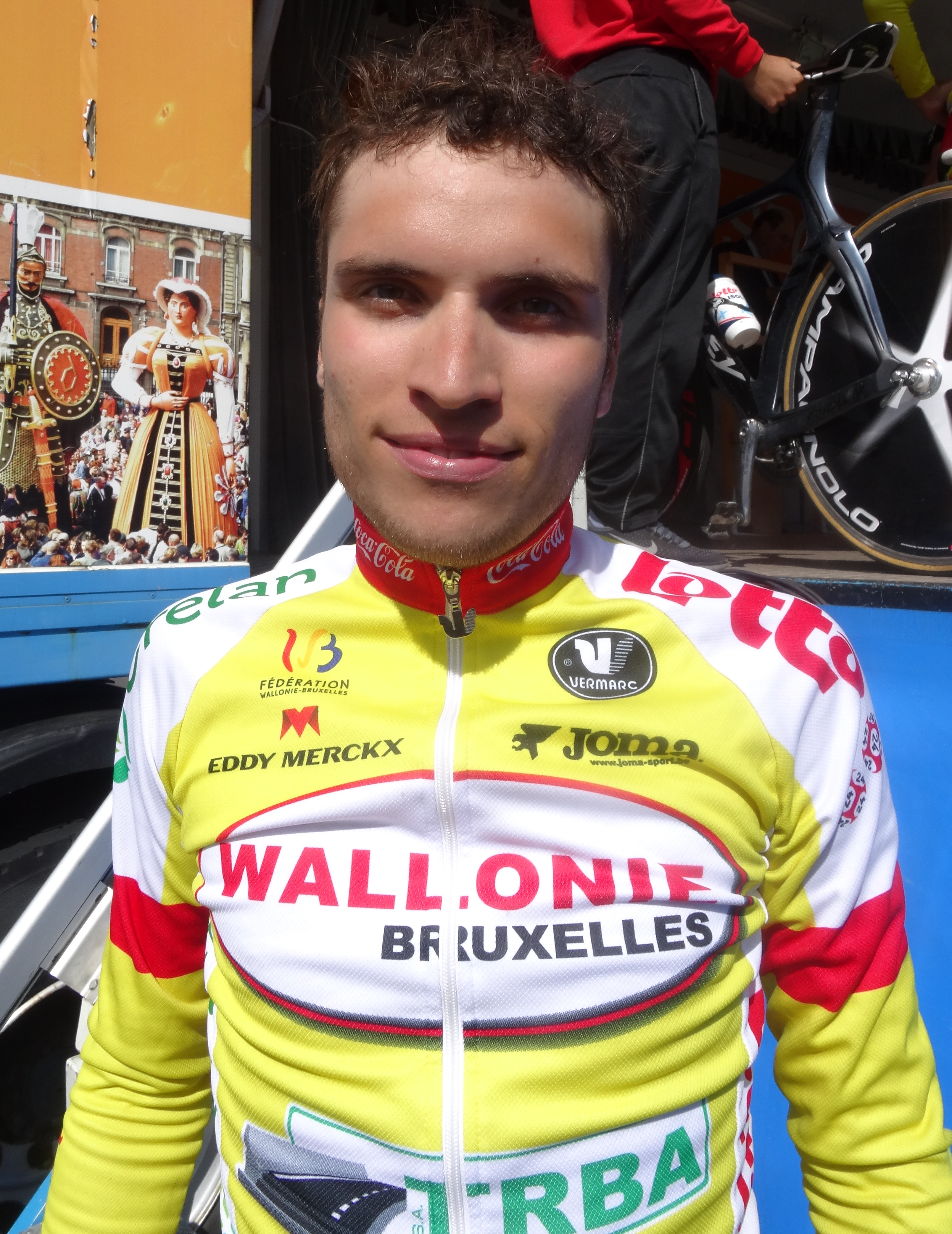
Maxime Anciaux.
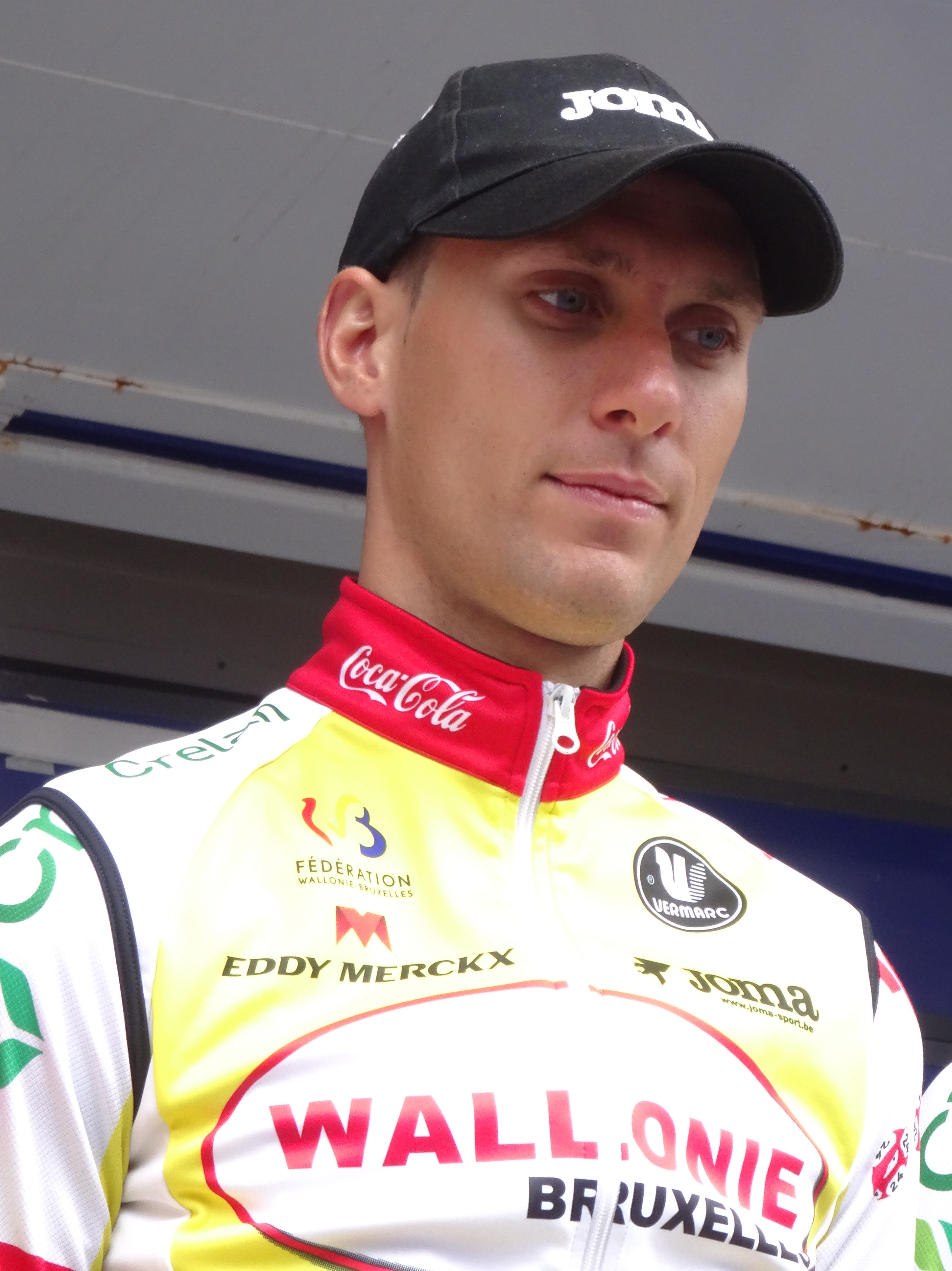
Quentin Bertholet.
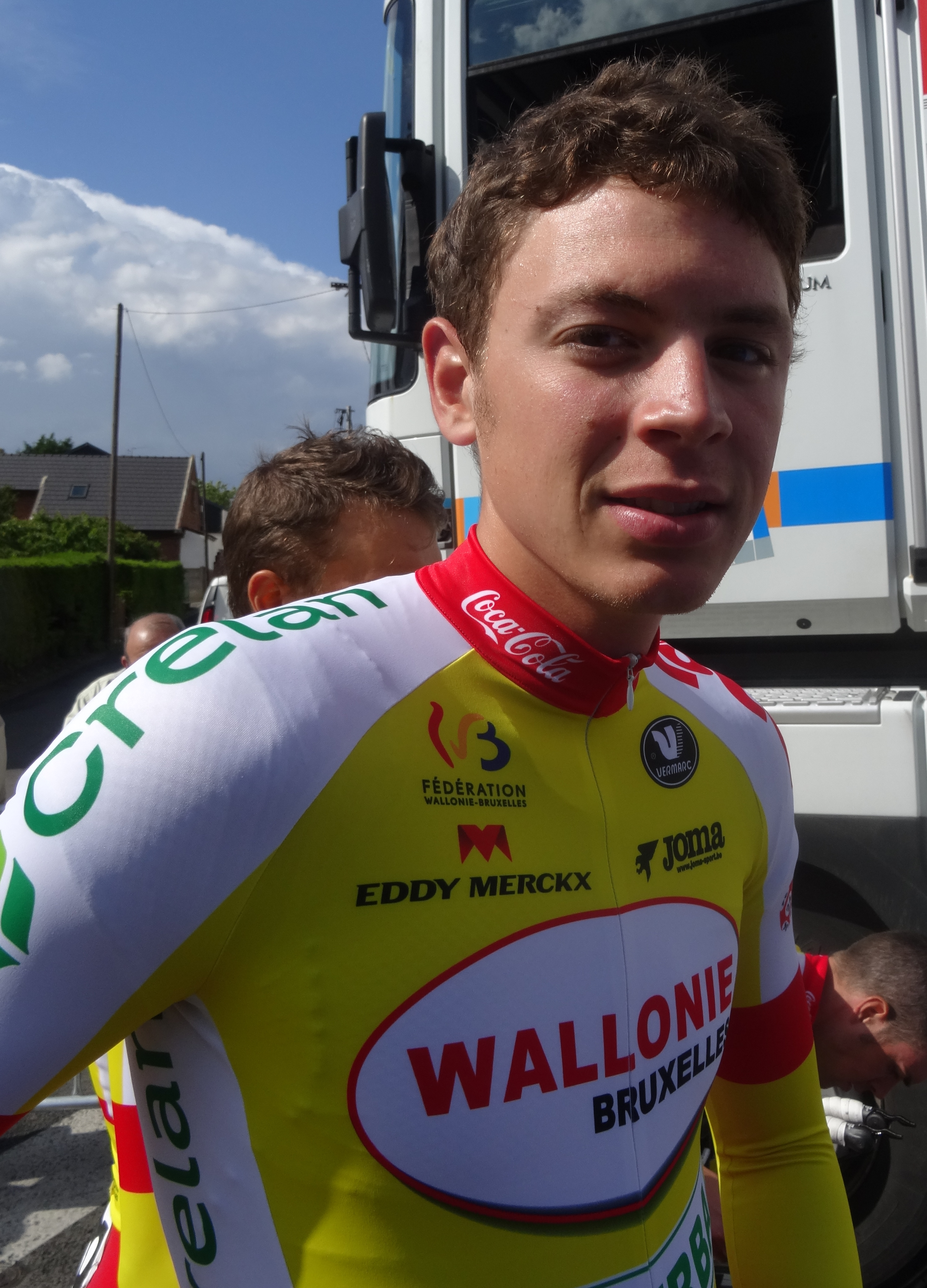
Olivier Chevalier.
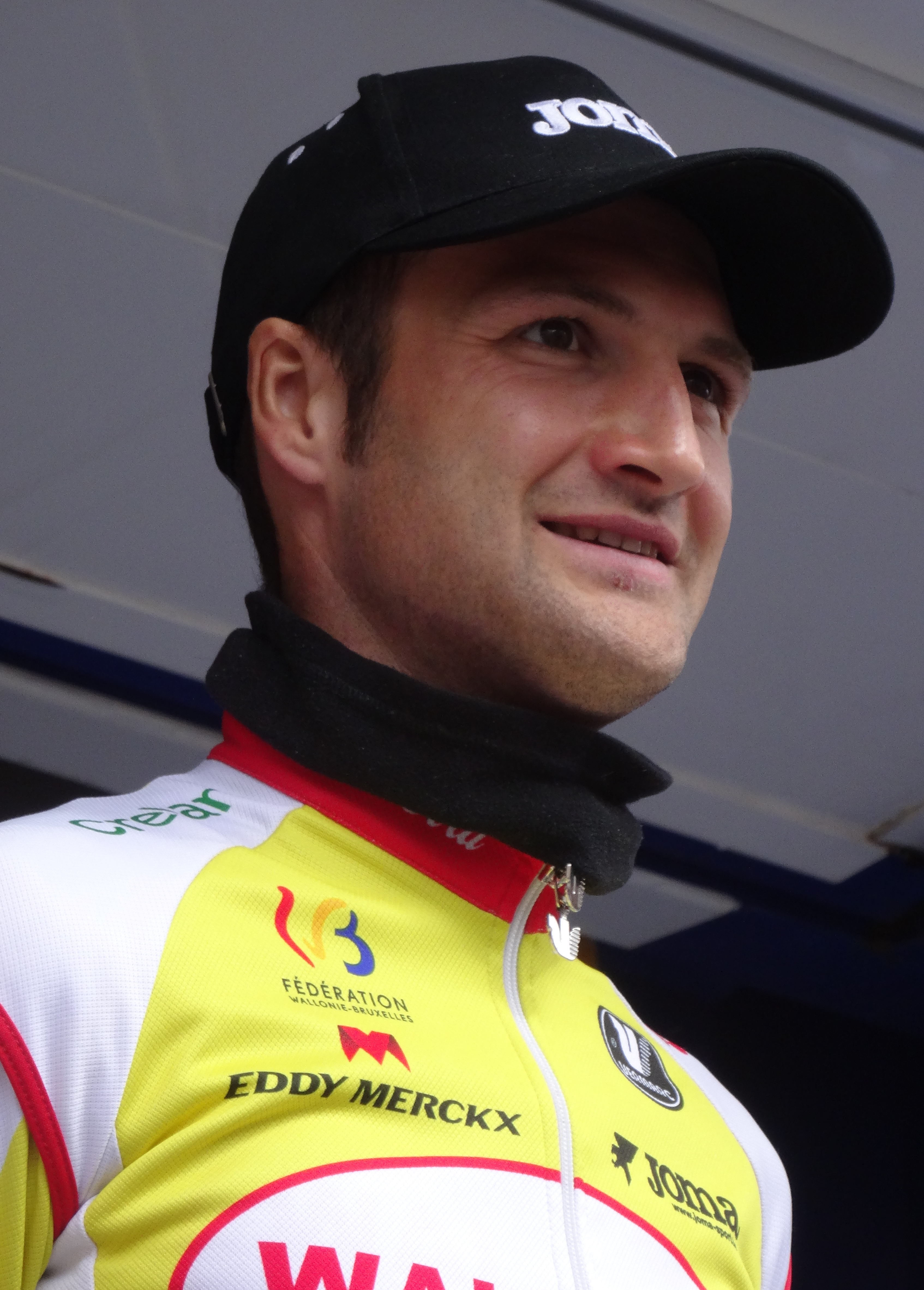
Sébastien Delfosse.
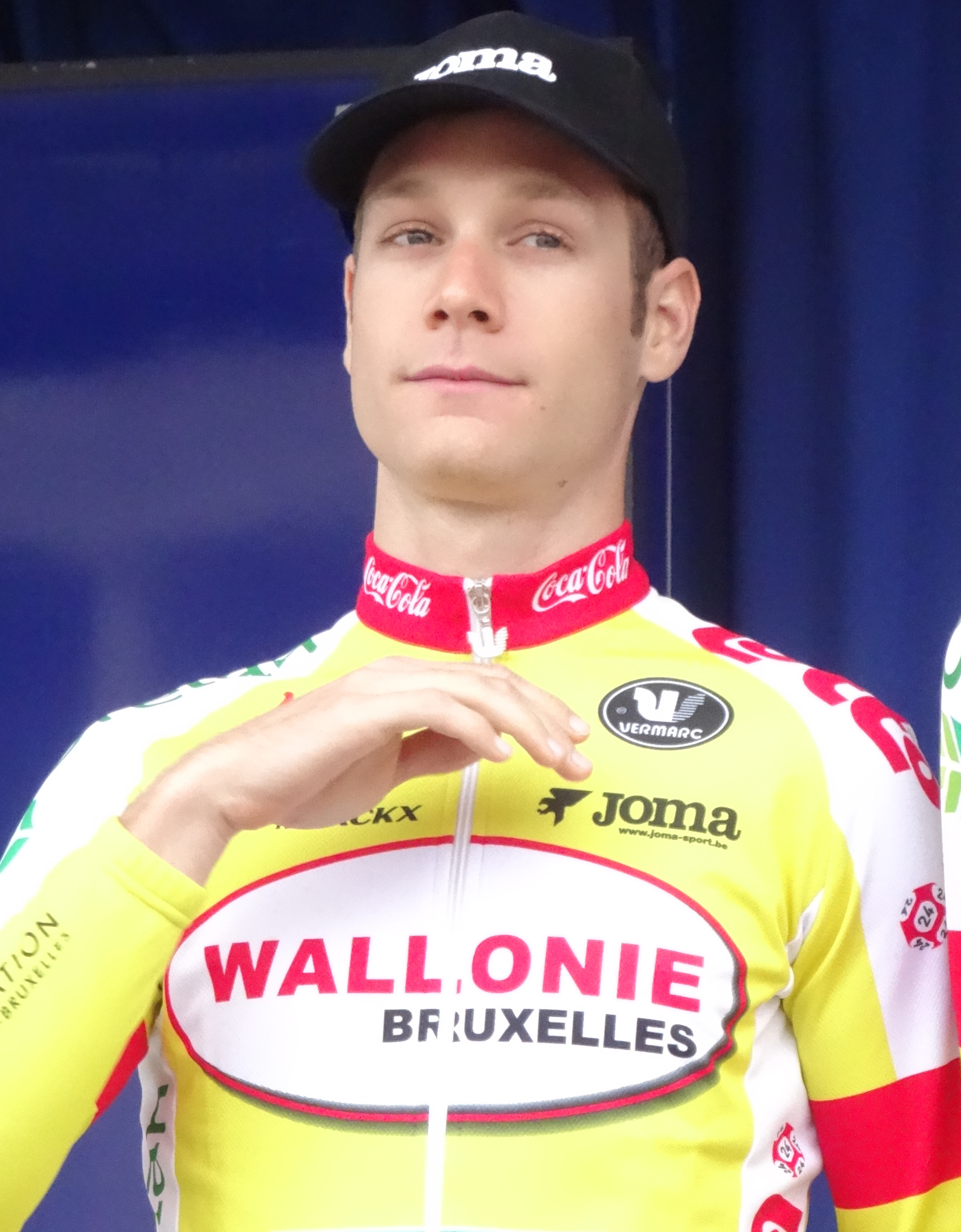
Antoine Demoitié.
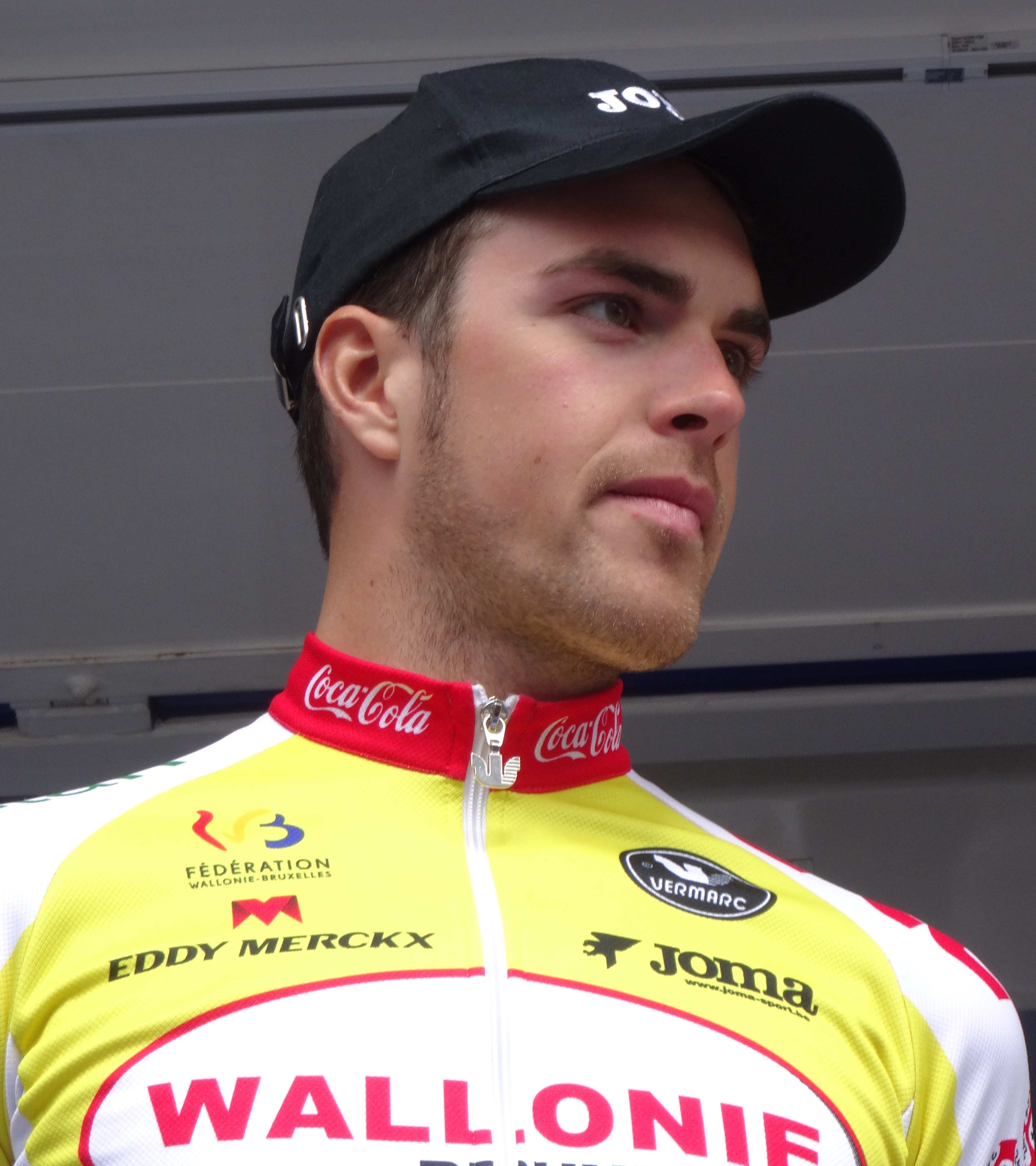
Boris Dron.
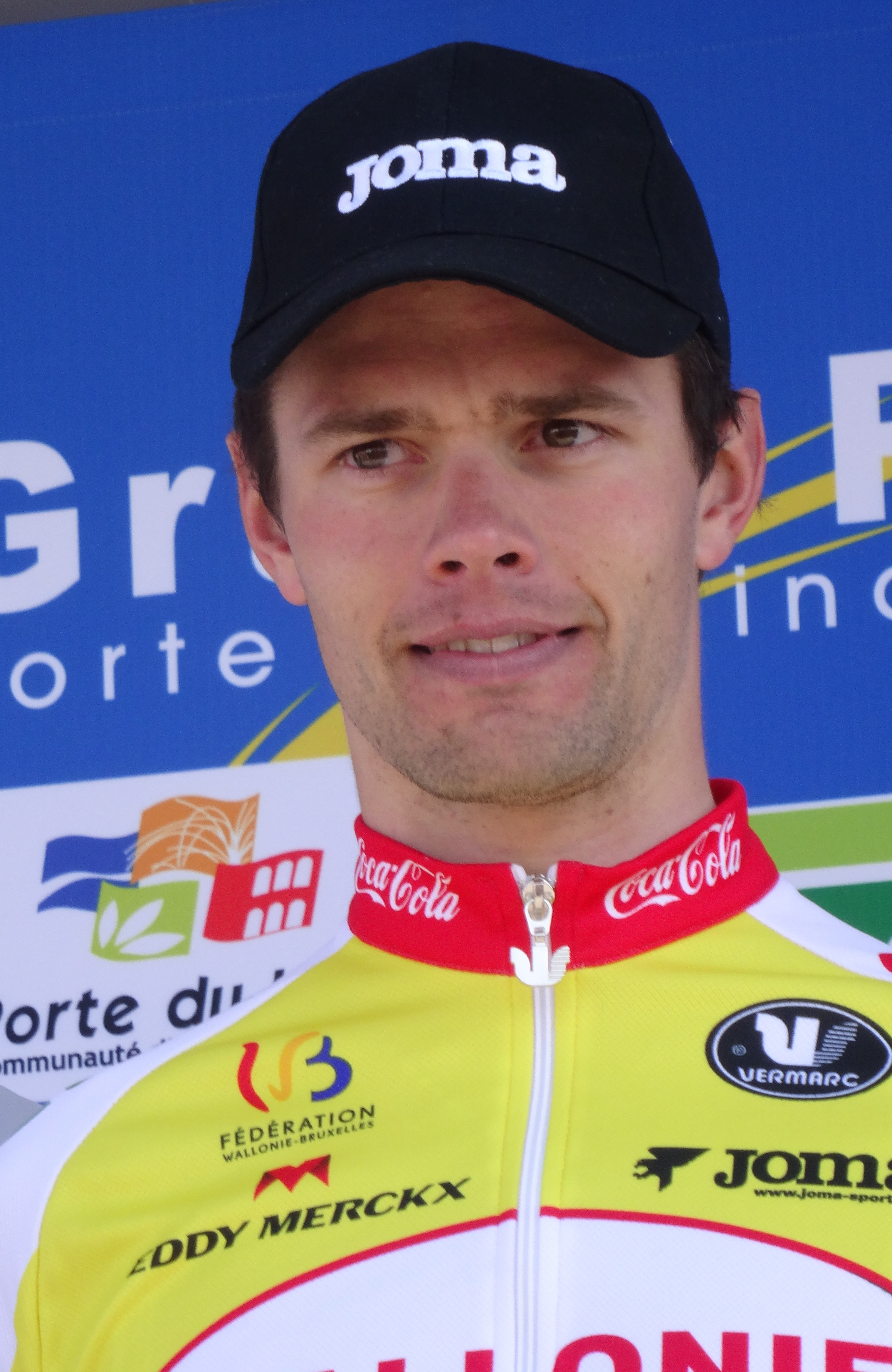
Jonathan Dufrasne.
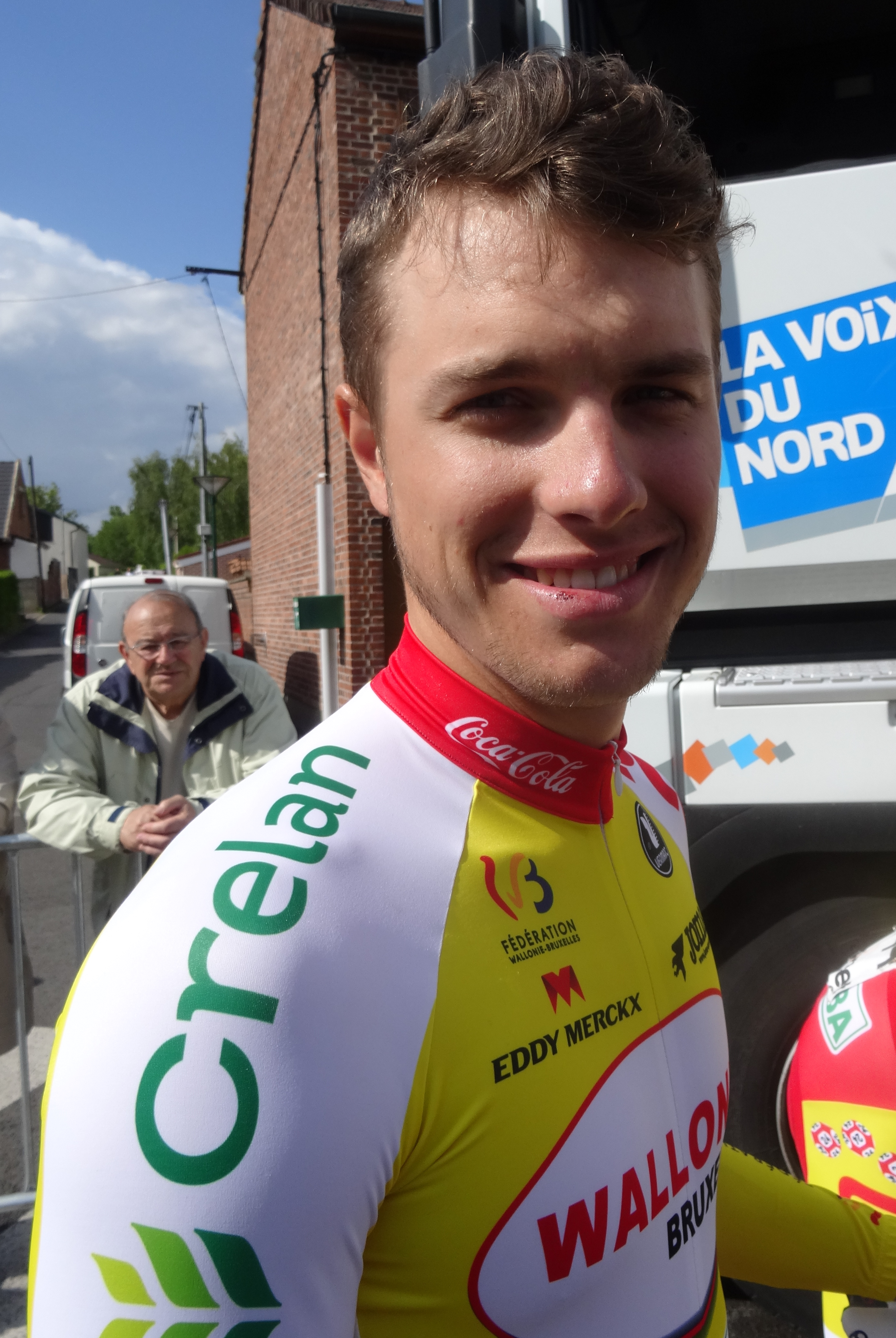
Florent Mottet.
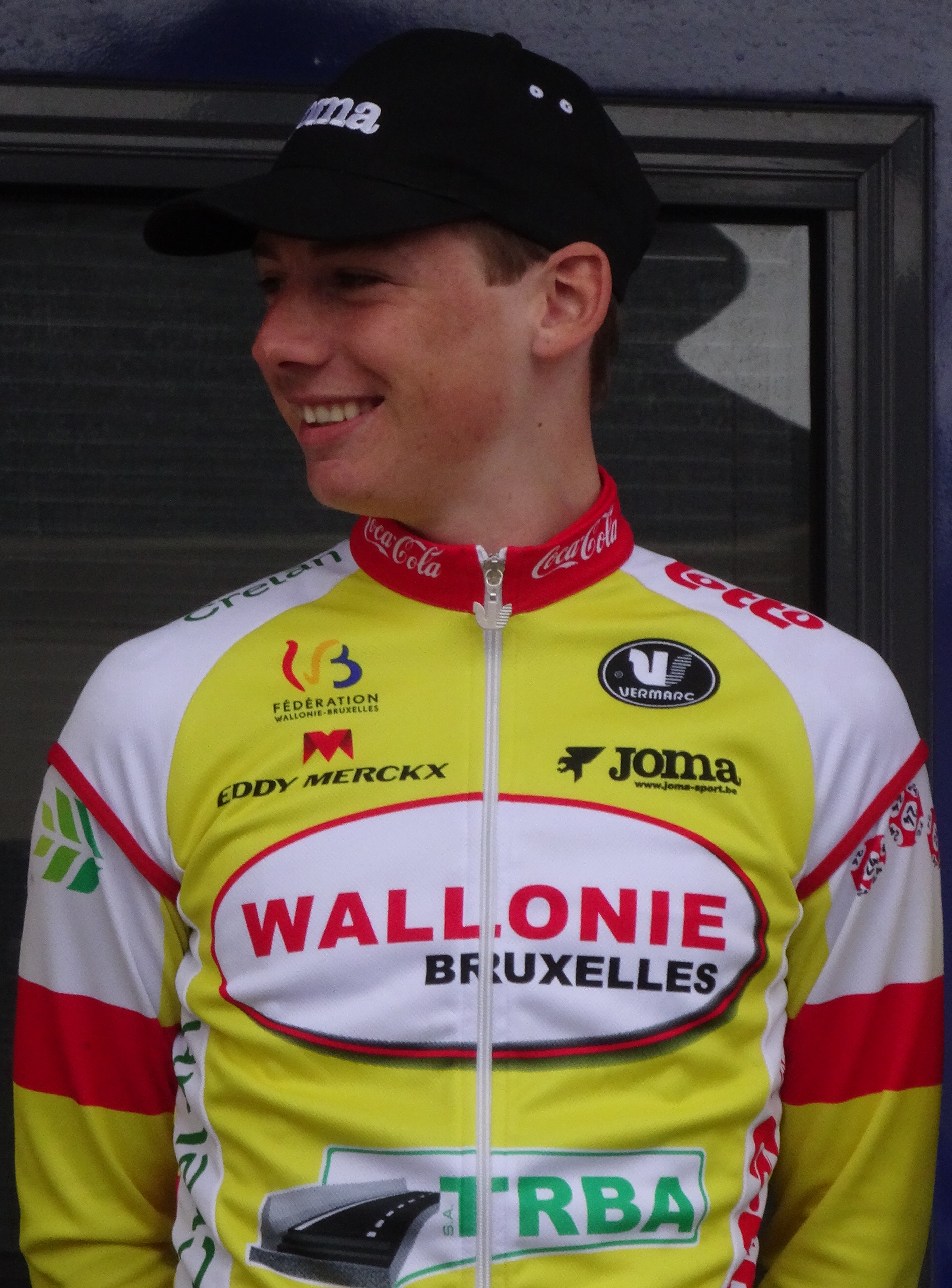
Loïc Pestiaux.
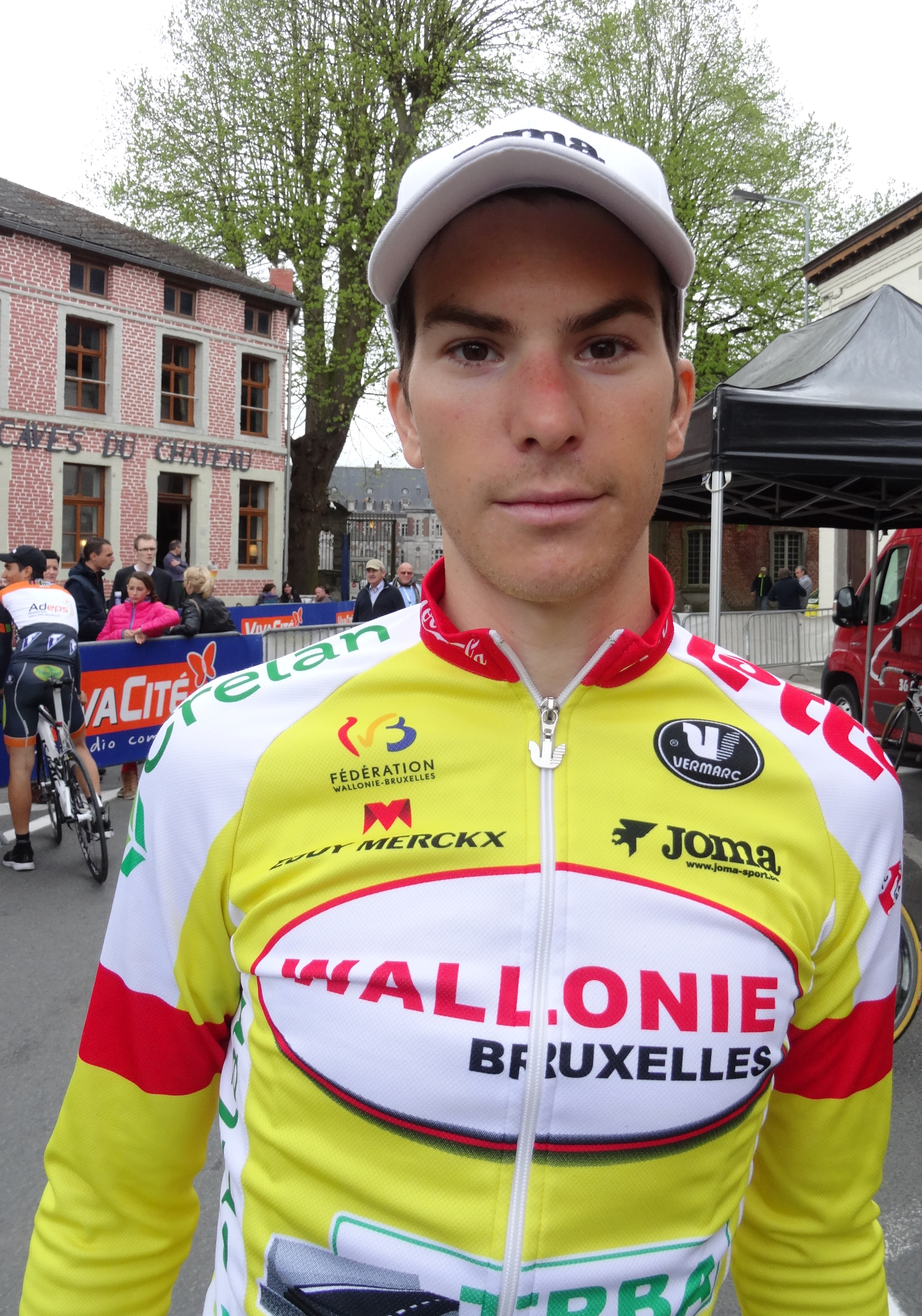
Julien Stassen.
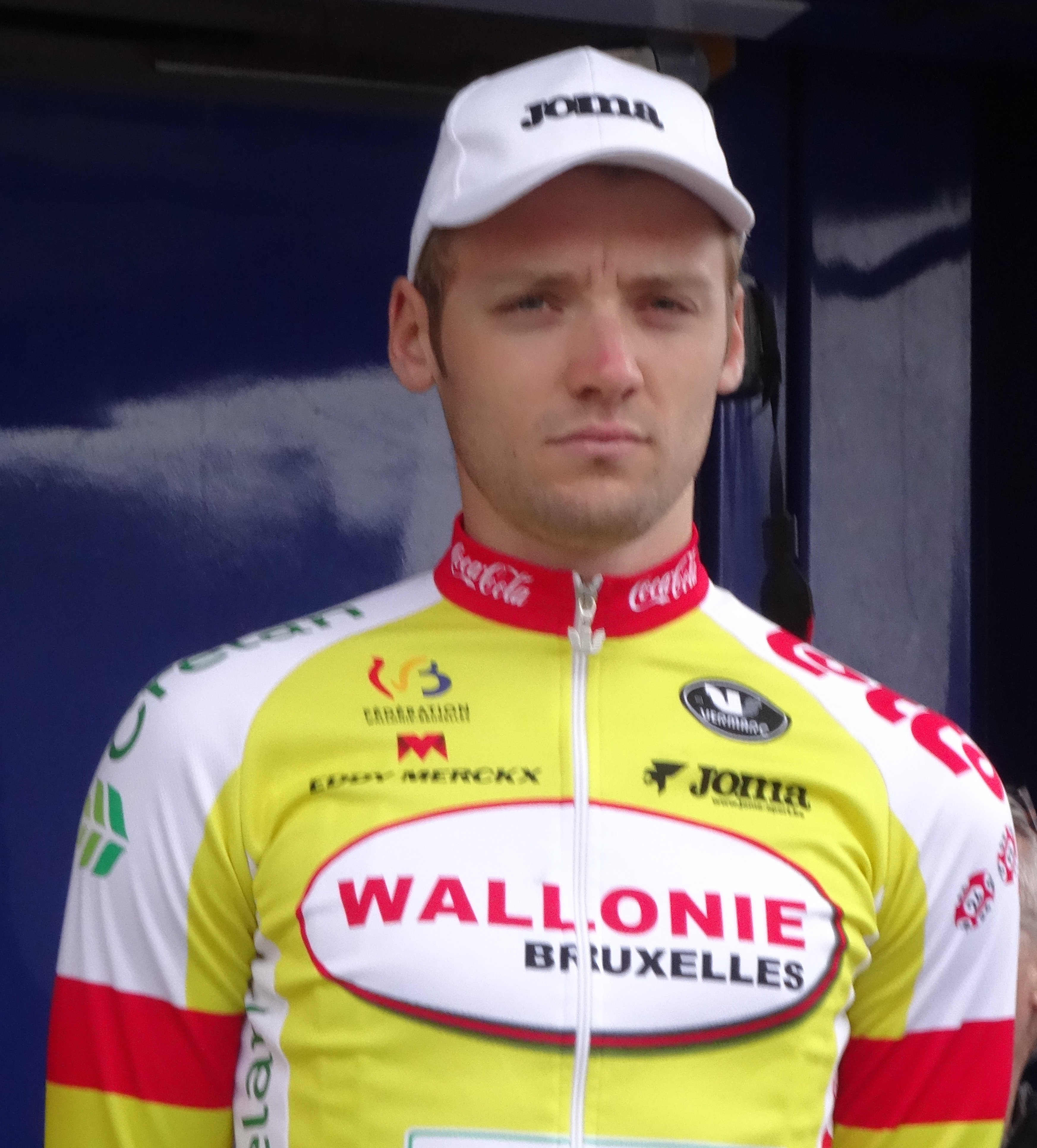
Robin Stenuit.

## Bilan de la saison

### Victoires
| Date       | Course            | Pays   | Classe | Vainqueur        |
| ---------- | ----------------- | ------ | ------ | ---------------- |
| 19/04/2014 | Tour du Finistère | France | 1.1    | Antoine Demoitié |

### Classements UCI

#### UCI Asia Tour
L'équipe Wallonie-Bruxelles termine à la 33e place de l'Asia Tour avec 91 points. Ce total est obtenu par l'addition des points des huit meilleurs coureurs de l'équipe au classement individuel, cependant seuls deux coureurs sont classés,.
| Rang | Coureur            | Points |
| ---- | ------------------ | ------ |
| 35   | Frédéric Amorison  | 86     |
| 369  | Christophe Prémont | 5      |

#### UCI Europe Tour
L'équipe Wallonie-Bruxelles termine à la 22e place de l'Europe Tour avec 583 points. Ce total est obtenu par l'addition des points des huit meilleurs coureurs de l'équipe au classement individuel,.
| Rang | Coureur            | Points |
| ---- | ------------------ | ------ |
| 42   | Sébastien Delfosse | 190    |
| 45   | Antoine Demoitié   | 187    |
| 230  | Boris Dron         | 59     |
| 312  | Laurent Évrard     | 43     |
| 345  | Robin Stenuit      | 40     |
| 444  | Tom Dernies        | 28     |
| 475  | Julien Stassen     | 24     |
| 662  | Christophe Prémont | 12     |
| 864  | Florent Mottet     | 7      |
| 910  | Frédéric Amorison  | 6      |
| 941  | Jonathan Dufrasne  | 5      |